# 沙拉帝加 (三發縣)
沙拉帝加（印尼語：Salatiga）是印度尼西亞西加里曼丹省三發縣的一個鎮，位於該縣西南部，北接邦戛鎮，東毗三巴洛鎮，南連文島宜鎮、東文島宜鎮，西臨納都納海。

## 行政區劃
沙拉帝加鎮於2007年由邦戛鎮區域劃分而設置，目前該鎮轄5個村。
1. 新路村 (Desa Parit Baru)
2. 沙拉帝加村 (Desa Salatiga)
3. Desa Serumpun
4. 新興港村 (Desa Serunai)
5. Desa Sungai Toman